# 방랍
방랍(方臘)은 중국의 사대기서(四大奇書) 중 하나인 《수호전》(水滸傳)에 등장하는 인물이다. 북송말에 발발한 민중 반란 '방랍의 난'을 이끈 동명의 지도자를 모델로 한 인물로, 실제와 마찬가지로 강남 지방에서 대규모 반란을 일으킨다. 4대 도적(송강, 전호, 왕경, 방랍) 중 한 사람이다. 조정에 귀순하여 요나라의 야율휘를 물리친 후, 반란군 전호·왕경을 진압하는 등 수많은 사선을 뚫고 나온 송강의 양산박군 앞에, 수많은 호걸 영웅들을 휘하에 거느리고 양산박군을 가로막은 마지막 최대 강적이다.

## 생애
본래 흡주 출신의 나무꾼이었으나 계곡에 비친 자신의 모습이 천자의 관과 옷을 두른 것을 보고 이를 자신이 천자자리에 오를 전조라 생각하여 사람들에게 떠들어댔다. 그 당시 강남 지방에서는 휘종 황제의 정원 '간악(艮嶽)'을 건조하기 위해 진귀한 나무(珍木)와·기이하게 생긴 돌(奇石)을 탐낸 황제의 뜻을 받은 주면(朱勔)이라는 인물이 저 화석강(花石綱)을 운반하기 위해 가혹하게 착취하였고, 사람들이 고통으로 조정을 크게 원망하고 있었다. 그 거친 민심을 이용하여 방랍은 동지들을 모아 반란을 일으키고 목주 청계현을 본거지로 하여 조정을 본떠 문무백관을 배치하였다. 순식간에 흡주, 목주, 항주, 소주, 상주, 선주, 윤주 8주 및 그 관하인 25현을 점령, 강남(江南) 땅을 제패하고 국호를 '오(吳)'로 정하는 왕조를 열고 스스로를 왕이라 칭했다. 또 일족의 방모, 방천정, 방걸 등을 각각 요직에 앉힌다.
그러나 송강의 양산박군이 조정의 명을 받아 관군으로 진격해 오는데, 전면전에서 휘하 석보(石寶)와 장수들의 활약으로 지금까지의 전투 중 한 사람도 죽지 않았던 양산박 영웅들이 종종 죽기도 했으나 차례차례 판도를 공략당하고 만다. 유능한 인재를 많이 거느린 방랍이었으나 본인은 군주로서 대국적 전략안을 갖고 있었다고 할 수 없으며 본거지인 목주 방위의 요새인 오룡령에 대한 증원을 석보, 등원각(鄧元覺) 등이 요구했을 때도 자신의 어림군(御林軍)을 주고 아쉬워하거나 가명인 '가인(柯引)'으로 위장하여 접근해 온 양산박의 시진을 믿고 사위로 맞아들이는 등 수많은 실책도 저질렀다.
이윽고 오룡령을 넘은 양산박군이 목주에서 방랍이 비장의 카드로 믿고 있던 요술사 포도을(包道乙), 정표(鄭彪) 등을 무찌르자 마침내 방랍도 직접 조카인 금오상장군 방걸(方傑)과 비도의 명수인 표기상장군 두미(杜微) 등을 이끌고 직접 나서지만 시진과 마찬가지로 거짓 투항한 이준의 내응에 의해 무찔려 방원동(幇源洞)으로 달아난다. 그러나 그곳에서도 끝까지 거짓 부마로 따라다니던 가인이 시진으로 정체를 드러내고 아군을 공격하기 시작하자 형세가 불리함을 깨닫고 홀로 심산(深山)으로 도망친다. 그 앞에서 조우한 노지심의 손에 잡혀 동경 개봉부로 보내진 뒤, 반란 주모자의 본보기로 능지형(凌遲刑)을 받고 죽었다.

## 같이 보기
- 수호전
- 방랍의 난
- 석보
- 등원각
- 여천윤
- 사행방
- 방만춘
- 왕인
- 포도을
- 정표
- 방걸
- 두미